# Wet forensische zorg
De Wet forensische zorg (Wfz) is een Nederlandse wet, ingegaan op 1 januari 2019, waarin de wetgevende kaders zijn vastgelegd voor de psychiatrische zorg binnen het Nederlandse strafrecht. De wet gaat over alle vormen van forensische zorg: ambulant en intramuraal (klinisch), begeleiding en behandeling.
Op 1 januari 2020 is de wet BOPZ die opnames op psychiatrische gronden regelde, vervangen door de wetten Wet zorg en dwang (Wzd) voor de ouderen- en gehandicaptenzorg, en de Wet verplichte geestelijke gezondheidszorg (Wet verplichte ggz, Wvggz) voor de opnames in de psychiatrie. Op die datum is ook artikel 2.3 van de Wet forensische zorg ingegaan, die zorgt voor de schakel tussen het strafrecht en de forensische zorg, met een mogelijkheid voor een strafrechter om onder voorwaarden een civiele machtiging voor gedwongen zorg af te geven.